# Національний природний парк «Залісся»
Націона́льний приро́дний парк «Залі́сся» — національний природний парк в Україні, в межах Броварського району Київської області та (частково) Чернігівського району Чернігівської області. 
Площа 14836 га (з них на території Київської області 13548,5 га). Являє собою великий лісовий масив на лівобережжі Десни.

## Історія
Природний парк створено 11 грудня 2009 року згідно з указом президента України Віктора Ющенка з метою збереження, відтворення і рекреаційного використання типових та унікальних природних комплексів, що мають важливе природоохоронне, наукове, естетичне, рекреаційне та оздоровче значення. До території національного природного парку «Залісся» погоджено в установленому порядку включення 14836 гектарів земель державної власності, які вилучаються у Державної організації «Резиденція Залісся» і надаються національному природному парку в постійне користування.

## Процес створення
Згідно з указом президента Кабінет Міністрів України повинен:
1. вирішити у шестимісячний строк у встановленому порядку питання щодо реорганізації Державної організації "Резиденція «Залісся» в національний природний парк «Залісся»;
2. забезпечити:
  1. затвердження у шестимісячний строк у встановленому порядку Положення про національний природний парк «Залісся»;
  2. вирішення протягом 2010 року відповідно до законодавства питання щодо вилучення та надання у постійне користування національному природному парку «Залісся» 14836 гектарів земель;
  3. розроблення протягом 2010 року проєкту землеустрою щодо відведення земельних ділянок і проєкту з організації та встановлення меж території національного природного парку, виготовлення державних актів на право постійного користування земельними ділянками;
  4. розроблення протягом 2010–2011 років та затвердження в установленому порядку Проєкту організації території національного природного парку «Залісся», охорони, відтворення та рекреаційного використання його природних комплексів і об'єктів;
  5. продовження разом із Київською та Чернігівською обласними державними адміністраціями роботи з розширення території національного природного парку «Залісся» коштом включення до неї прилеглих земель, насамперед лісового фонду;
3. передбачати під час доопрацювання проєкту Закону України «Про Державний бюджет України на 2010 рік» та підготовки проєктів законів про Державний бюджет України на наступні роки кошти, необхідні для функціонування національного природного парку «Залісся».

Державним управлінням справами щороку під час підготовки бюджетних запитів ураховувалася потреба в додаткових коштах для створення та функціонування національного природного парку, проте законами про Державний бюджет України на 2010−2017 роки кошти на зазначені цілі не передбачались.

### Території природно-заповідного фонду у складі НПП «Залісся»
Нерідко оголошенню національного парку або заповідника передує створення одного або кількох об'єктів природно-заповідного фонду місцевого значення. В результаті, великий НПП фактично поглинає раніше створені ПЗФ. Проте їхній статус зазвичай зберігають. 
До складу території національного природного парку «Залісся» входять такі об'єкти ПЗФ України: 
- Заказник місцевого значення «Велеківське болото», гідрологічний.

## Галерея

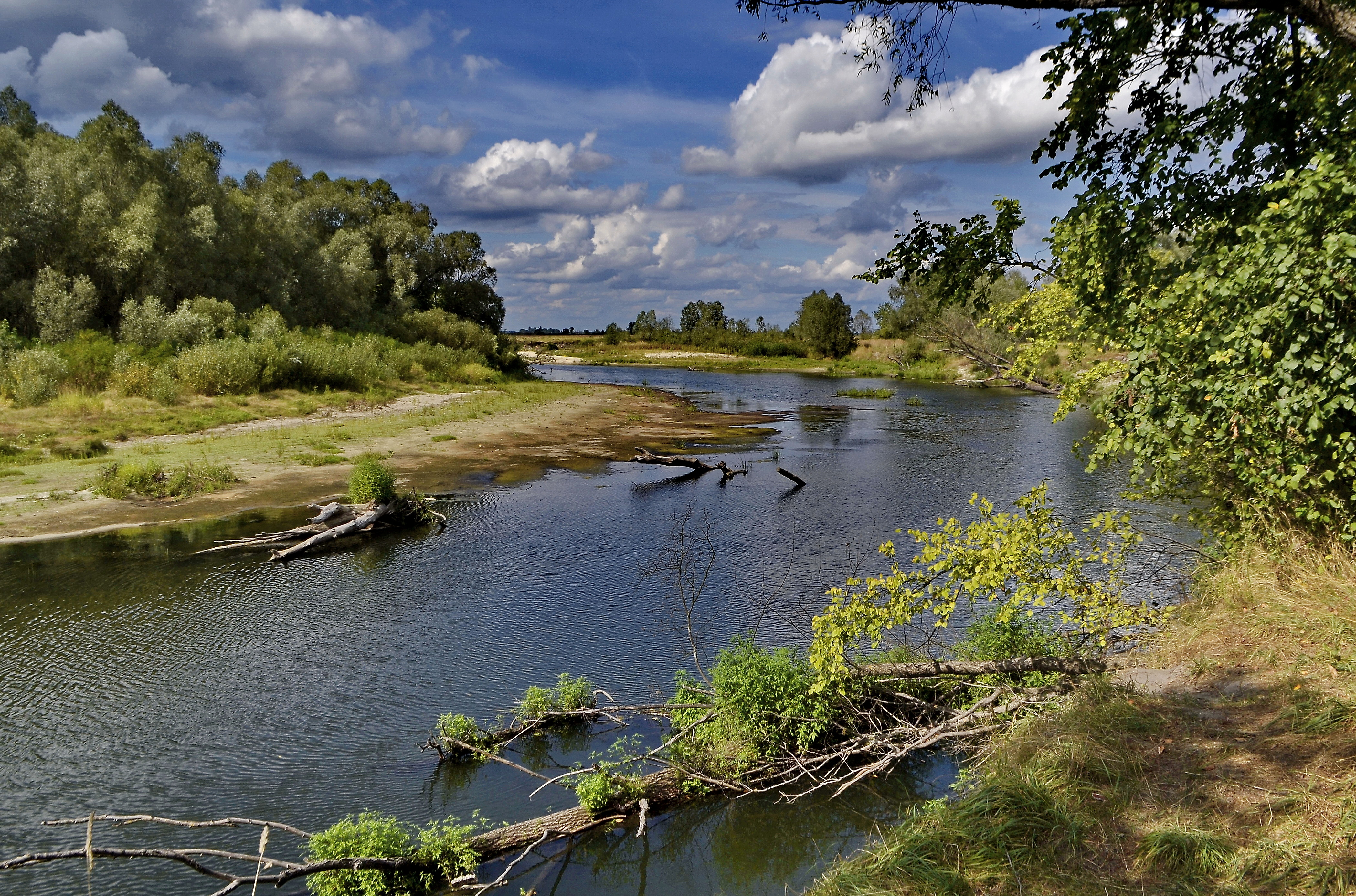
У Заліському парку
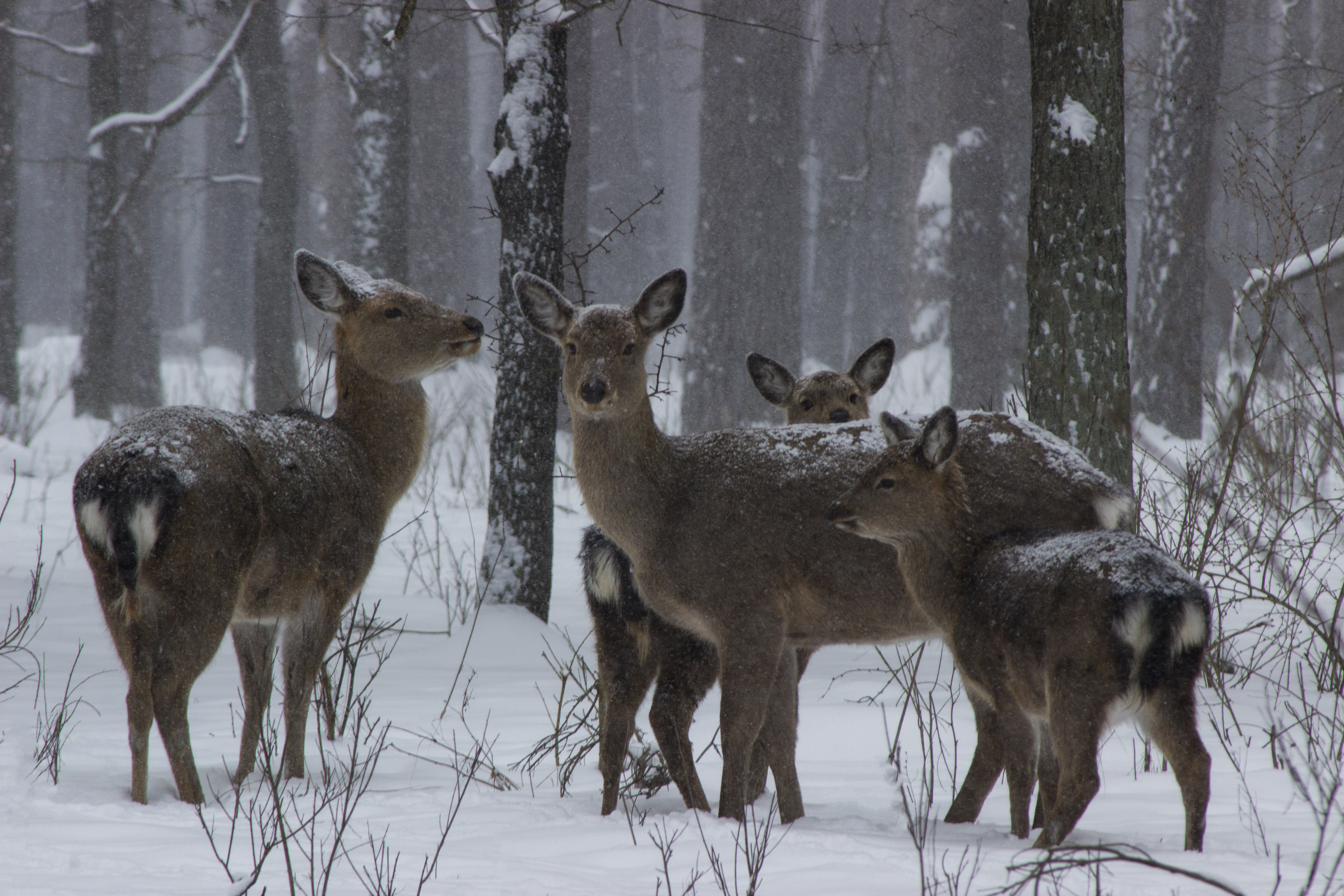
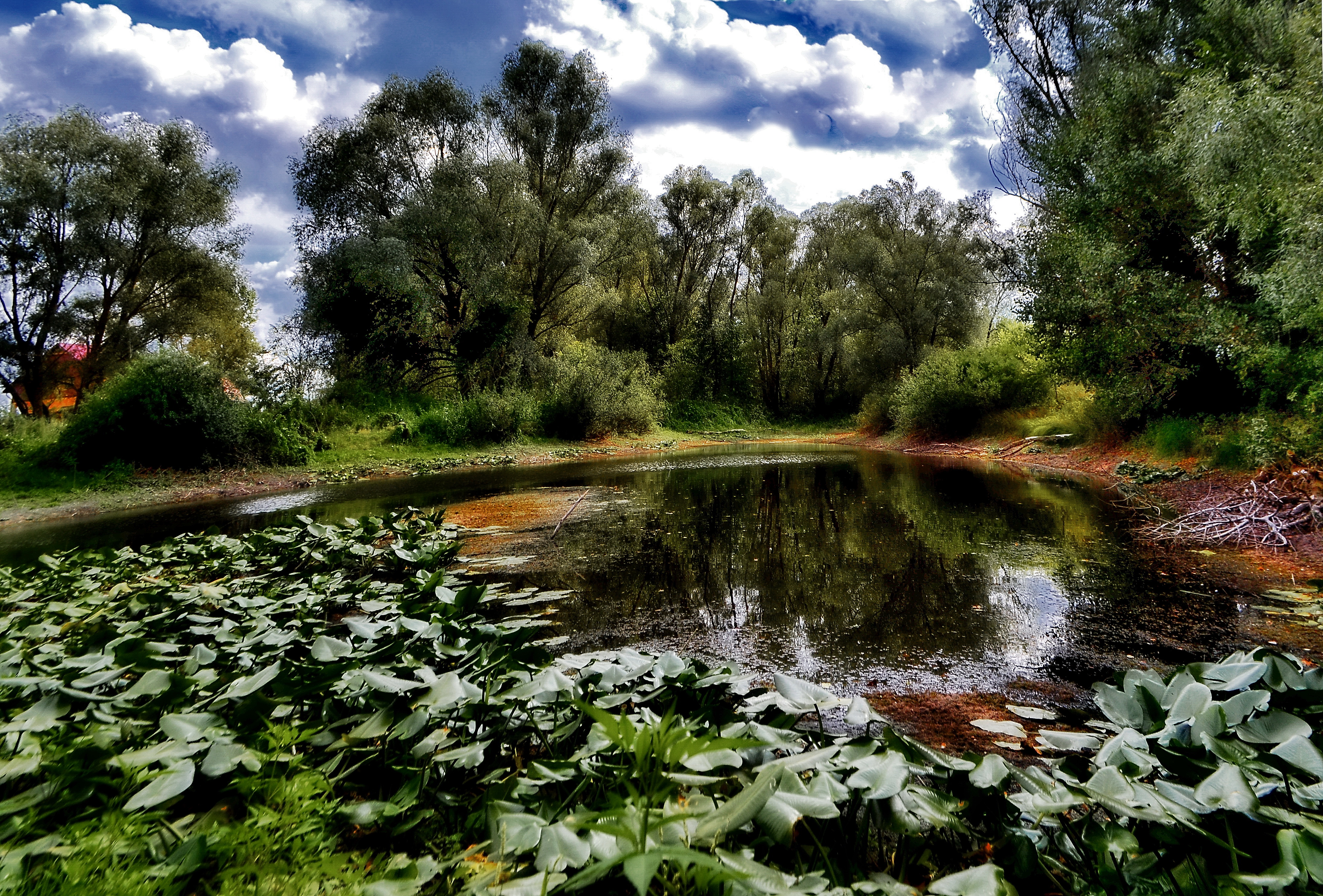
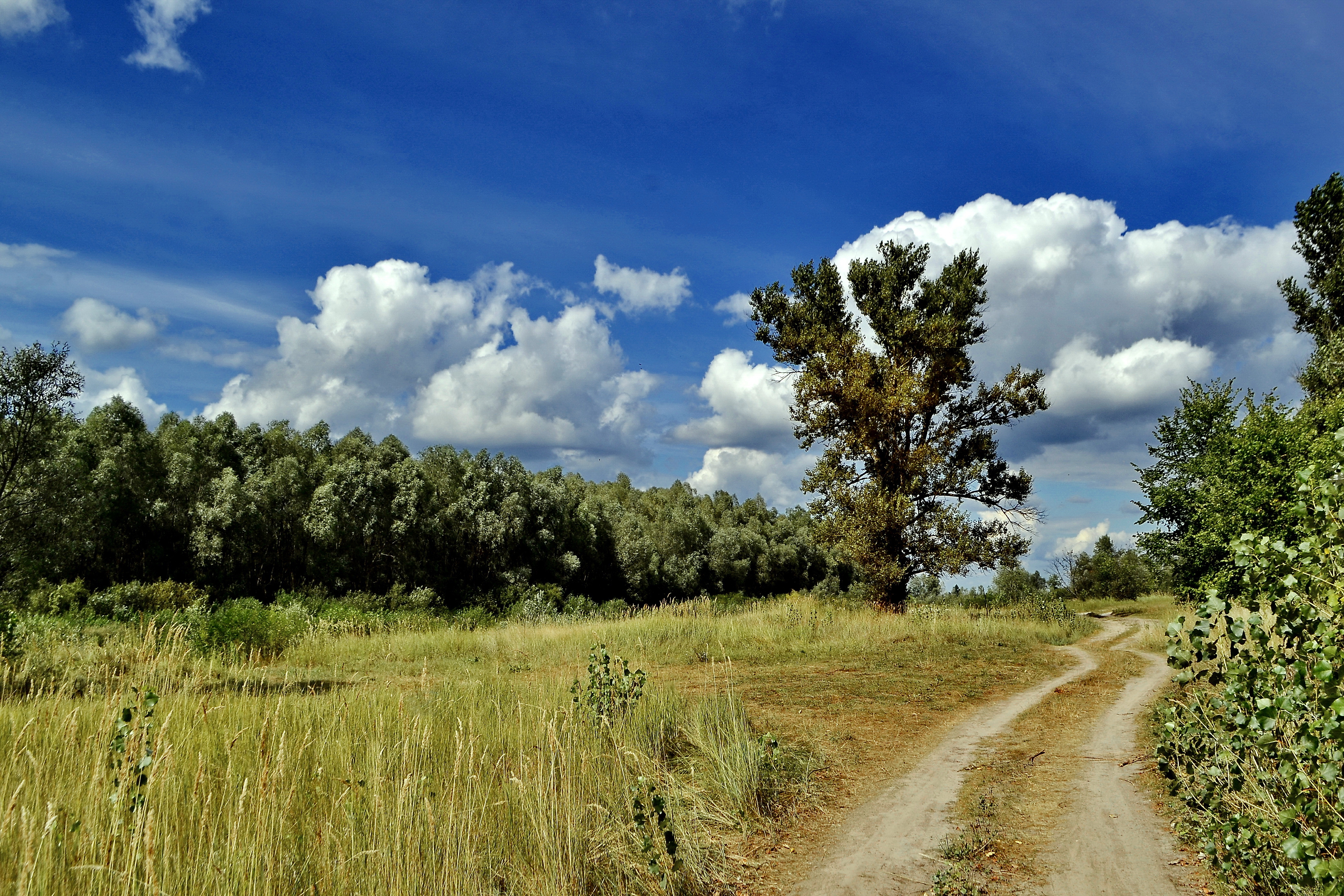
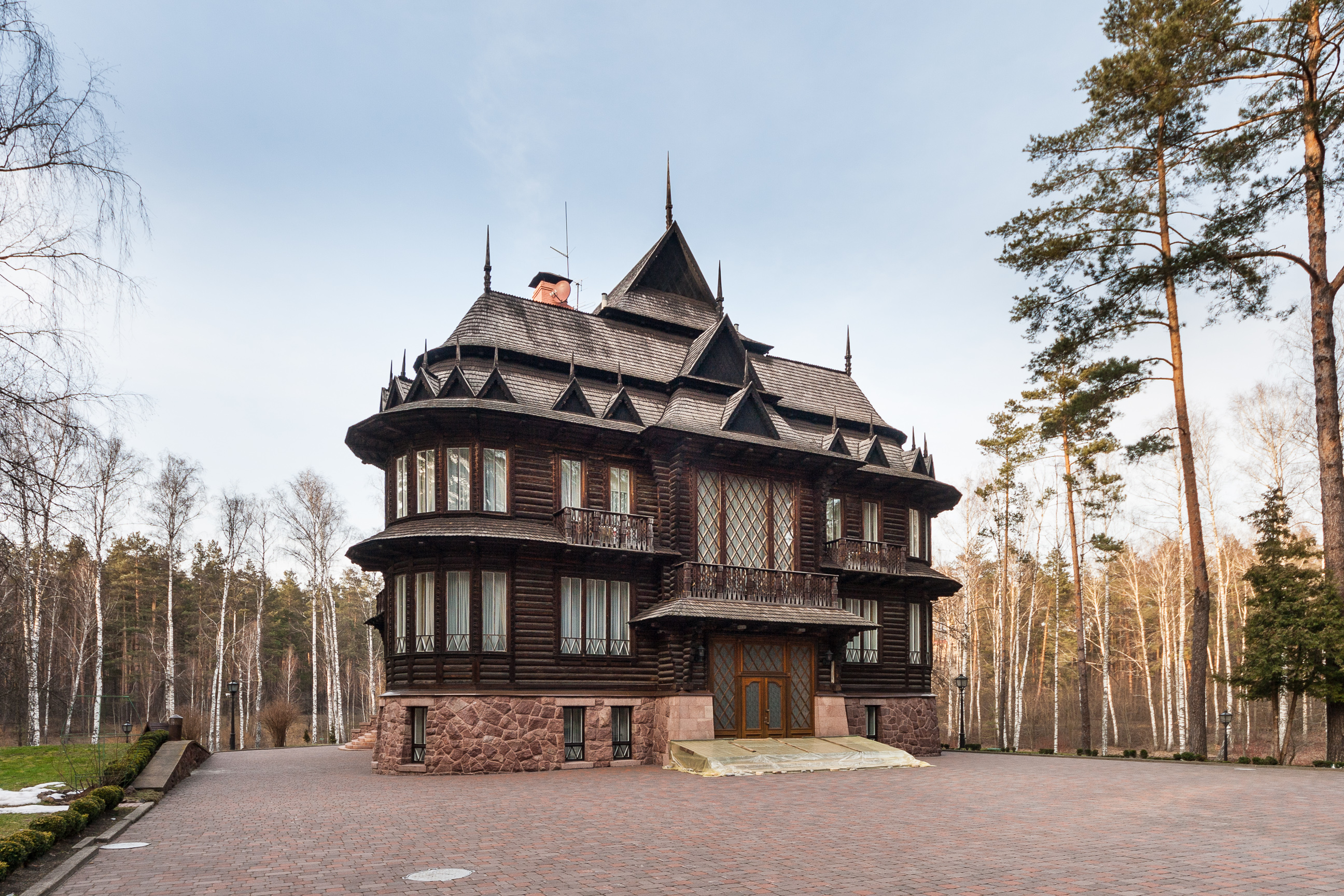
Державна резиденція "Залісся"